# Michel Cosson
Pour les articles homonymes, voir Cosson.
Michel Cosson, né le 4 août 1931 au Mans et mort le 9 juin 2022 dans la même ville,, est un dirigeant d'entreprise français et une personnalité sarthoise, directeur général des Mutuelles du Mans de 1986 à 1992, puis président de l'Automobile Club de l'Ouest (ACO) de 1992 à 2003.
Personnalité marquante de la compétition automobile, il est connu pour avoir participé au sauvetage des 24 Heures du Mans, dans les années 1990, puis pour avoir contribué à son redressement et à la création de compétitions similaires à l'étranger.

## Biographie

### Formation et début de carrière
Michel Cosson, diplômé de Supélec filière électronique en 1955, commence sa carrière à l'ONERA. Il rejoint ensuite les Mutuelles du Mans où il devient directeur général de 1986 à 1992 et président directeur général de la Défense automobile et sportive de 1981 à 1993.
Il est président du Club des nageurs du Mans de 1965 à 1975.

### Début de présidence
Lors de son arrivée à la présidence de l'Automobile Club de l'Ouest, Michel Cosson doit affronter deux problèmes majeurs.
L'ACO est une association loi de 1901 en passe d'être en cessation de paiements à cause du coût de l'entretien des installations du circuit du Mans qui a généré des dettes de l'ordre de 85 millions de francs,. Michel Cosson met en œuvre des accords signés mais non actés avec les collectivités locales, départementales et régionales,. Ce processus culmine, en 2001, avec le rachat par le Syndicat Mixte des installations du Circuit des 24 Heures et le sauvetage de l'épreuve des 24 Heures du Mans.
De plus, la Fédération internationale de l'automobile décide au début des années 1990 d'arrêter le Championnat du monde des voitures de sport. Ce championnat, créé en 1953, cesse d'exister en 1992 laissant l'ACO seule devant le besoin d'attirer les constructeurs automobiles majeurs. Cette fin de championnat se fait sous tension,, la FIA finissant par recréer un championnat équivalent en 2012, le Championnat du monde d'endurance FIA.

### Développement des activités de l'ACO
Pour pallier le manque de soutien de niveau international, Michel Cosson tourne l'ACO vers l'extérieur[réf. nécessaire].
Ainsi, après des discussions avec Don Panoz, le Petit Le Mans est créé en 1998. Cette course est le point de départ de l'American Le Mans Series, qui permet également la naissance de l'European Le Mans Series en 2001 et de l'Asian Le Mans Series avec les 1 000 kilomètres de Fuji en 1999.
Dans le but de créer toujours plus d'activité, et après des discussions avec Claude Michy, le Grand Prix moto de France est couru au Mans à partir de l'an 2000. Après d'autres discussions tenues avec Patrick Peter (Peter Auto), Le Mans Classic voit le jour en 2002.
À un niveau local, Michel Cosson crée les commissions départementales de l'ACO.

## Décorations
- Chevalier de l'ordre national du Mérite
- Chevalier de l'ordre des Palmes académiques